# Чаран (село)
Чаран (перс. چاران‎) — село на севере Ирана, в остане Альборз. Входит в состав шахрестана Кередж. Является частью дехестана (сельского округа) Адеран бахша Асара.

## География
Село находится в восточной части Альборза, в горной местности южной части Эльбурса, на расстоянии приблизительно 11 километров к северо-востоку от Кереджа, административного центра провинции. Абсолютная высота — 2107 метров над уровнем моря.

## Население
По данным переписи 2006 года население села составляло 528 человек (279 мужчин и 249 женщин). В Чаране насчитывалось 143 домохозяйства. Уровень грамотности населения составлял 86,74 %. Уровень грамотности среди мужчин составлял 89,61 %, среди женщин — 83,53 %.